# 笠原村 (福岡県)
笠原村（かさはらむら）は、福岡県八女郡にあった村。現在の八女市の一部。

## 地理
矢部川上流の右岸で、同川支流・笠原川（もと椿原川）流域に位置していた。

## 歴史
- 1889年（明治22年）4月1日 - 町村制の施行により、上妻郡笠原村が単独で村制施行し、笠原村が発足[1][2]。大字は編成しなかった[1]。
- 1896年（明治29年）4月1日 - 郡の統合により八女郡に所属[1][3]。
- 1954年（昭和29年）4月1日 - 八女郡黒木町、豊岡村、串毛村、木屋村と合併して黒木町が存続し廃止された[1][2]。

## 教育

### 小学校
- 1892年（明治25年） - 笠原尋常小学校開設[1]
- 1901年（明治34年） - 鹿子尾分教場開設[1]
- 1916年（大正5年）-  高等科を併置し、笠原尋常小学校に改称[1]。
- 1953年（昭和28年）- 鹿子尾分校が独立し笠原東小学校となる[1]。